# Reichstagswahlkreis Regierungsbezirk Wiesbaden 4

Die Wahlkreisaufteilung des Deutschen Reichs.

Der Reichstagswahlkreis Regierungsbezirk Wiesbaden 4 (in der reichsweiten Durchnummerierung auch Reichstagswahlkreis 190; auch Reichstagswahlkreis Ober- und Unterlahnkreis genannt) war der vierte Reichstagswahlkreis im Regierungsbezirk Wiesbaden der preußischen Provinz Hessen-Nassau für die Reichstagswahlen im Deutschen Reich und im Norddeutschen Bund von 1867 bis 1918.

## Wahlkreiszuschnitt
Er umfasste die ehemaligen nassauischen Ämter Diez, Hadamar, Limburg, Runkel und Weilburg (also Teile des Unterlahnkreises und des Oberlahnkreises).
| Jahr | Einwohner |
| ---- | --------- |
| 1890 | 101.139   |
| 1895 | 100.392   |
| 1900 | 102.849   |
| 1905 | 106.826   |
| 1910 | 110.437   |

|      | Landwirtschaft | Industrie und Gewerbe | Handel und Dienstleistungen |
| ---- | -------------- | --------------------- | --------------------------- |
| 1895 | 51,2           | 31,7                  | 17,1                        |
| 1907 | 48,5           | 33,5                  | 18,0                        |

|      | Evangelisch | Katholisch |
| ---- | ----------- | ---------- |
| 1890 | 56,8        | 41,8       |
| 1905 | 56,1        | 42,6       |
| 1910 | 55,8        | 43,0       |

## Abgeordnete
| Wahl                                 | Abgeordneter        | Partei  | Bild |
| ------------------------------------ | ------------------- | ------- | ---- |
| Reichstagswahl Februar 1867 bis 1875 | Johann Knapp        | NL      | 0    |
| Ersatzwahl 1875 bis 1881             | Hubert Hilf         | DFP     | 0    |
| Reichstagswahl 1881 bis 1893         | Gustav Münch        | DFP     |      |
| Reichstagswahl 1893                  | Philipp Fink        | NLP     | 0    |
| Reichstagswahl 1898                  | Peter Paul Cahensly | Zentrum |      |
| Reichstagswahl 1903 bis 1912         | Friedrich Buchsieb  | NLP     | 0    |
| Reichstagswahl 1912                  | Hermann Hepp        | NLP     |      |

## Wahlen

### 1867 (Februar)
Es fand nur ein Wahlgang statt. 12180 Stimmen wurden abgegeben. Die Zahl der gültigen Stimmen betrug 12103.
| Kandidat                   | Partei     | Stimmen | in %   | Anmerkungen |
| -------------------------- | ---------- | ------- | ------ | ----------- |
| Johann Knapp               | NL         | 8684    | 71,8 % | 0           |
| Nikolaus Wilhelm zu Nassau | K          | 454     | 3,7 %  | 0           |
| Johann Georg Rau           | katholisch | 1777    | 14,7 % | 0           |
| Eduard Siebert             | 0          | 508     | 4,2 %  | 0           |
| Rühl                       | 0          | 266     | 2,2 %  | 0           |
| 0                          | Sonstige   | 414     | 3,4    | 0           |

### 1867 (August)
Es fand nur ein Wahlgang statt. Die Zahl der gültigen Stimmen betrug 6718.
| Kandidat                   | Partei   | Stimmen | in %   | Anmerkungen |
| -------------------------- | -------- | ------- | ------ | ----------- |
| Johann Knapp               | DFP      | 4096    | 61 %   | 0           |
| Nikolaus Wilhelm zu Nassau | K        | 2316    | 34,5 % | 0           |
| 0                          | Sonstige | 306     | 4,5    | 0           |

### 1871
Es fand nur ein Wahlgang statt. Die Zahl der Wahlberechtigten betrug 19530. 13139 Stimmen wurden abgegeben, die Wahlbeteiligung betrug 67,3 %.Die Zahl der gültigen Stimmen betrug 13102.
| Kandidat                   | Partei   | Stimmen | in %   | Anmerkungen                          |
| -------------------------- | -------- | ------- | ------ | ------------------------------------ |
| Johann Knapp               | DFP      | 8133    | 62,1 % | 0                                    |
| Nikolaus Wilhelm zu Nassau | K        | 88      | 0,7 %  | 0                                    |
| 0                          | K        | 56      | 0,4 %  | 0                                    |
| 0                          | NL       | 27      | 0,2 %  | 0                                    |
| Z. Reichmann               | Zentrum  | 4738    | 36,2 % | Kreisrichter am Kreisgericht Limburg |
| 0                          | Sonstige | 60      | 0,4    | 0                                    |

### 1874
Es fand nur ein Wahlgang statt. Die Zahl der Wahlberechtigten betrug 20143. 17485 Stimmen wurden abgegeben, die Wahlbeteiligung betrug 86,8 %.Die Zahl der gültigen Stimmen betrug 17453.
| Kandidat       | Partei   | Stimmen | in %   | Anmerkungen                                     |
| -------------- | -------- | ------- | ------ | ----------------------------------------------- |
| Johann Knapp   | DFP      | 11023   | 63,2 % | 0                                               |
| Johannes Tripp | Zentrum  | 6417    | 36,7 % | Domänepächter auf dem Burghof bei Dernbach, MdL |
| 0              | Sonstige | 13      | 0,1    | 0                                               |

### Ersatzwahl am 11. Oktober 1875
Es fand nur ein Wahlgang statt. Ca. 14.011 Stimmen wurden abgegeben.
| Kandidat       | Partei   | Stimmen | in %   | Anmerkungen |
| -------------- | -------- | ------- | ------ | ----------- |
| Hubert Hilf    | DFP      | 9467    | 67,6 % | 0           |
| Johannes Tripp | Zentrum  | 4544    | 32,4 % | 0           |
| 0              | Sonstige |         |        | 0           |

### 1877
Es fand nur ein Wahlgang statt. Die Zahl der Wahlberechtigten betrug 20953. 15326 Stimmen wurden abgegeben, die Wahlbeteiligung betrug 73,1 %.Die Zahl der gültigen Stimmen betrug 15289.
| Kandidat       | Partei   | Stimmen | in %   | Anmerkungen |
| -------------- | -------- | ------- | ------ | ----------- |
| Hubert Hilf    | DFP      | 9354    | 61,2 % | 0           |
| Johannes Tripp | Zentrum  | 5904    | 38,6 % | 0           |
| 0              | Sonstige | 32      | 0,2    | 0           |

### 1878
Es fand nur ein Wahlgang statt. Die Zahl der Wahlberechtigten betrug 21167. 16388 Stimmen wurden abgegeben, die Wahlbeteiligung betrug 77,4 %.Die Zahl der gültigen Stimmen betrug 16359.
| Kandidat               | Partei   | Stimmen | in %   | Anmerkungen |
| ---------------------- | -------- | ------- | ------ | ----------- |
| Hubert Hilf            | DFP      | 9395    | 57,4 % | 0           |
| Karl Graf von Schwerin | K        | 1184    | 7,2 %  | Landrat     |
| Johannes Tripp         | Zentrum  | 5740    | 35,1 % | 0           |
| 0                      | Sonstige | 40      | 0,3    | 0           |

### 1881
Es fanden zwei Wahlgänge statt. Die Zahl der Wahlberechtigten betrug 20721. 14413 Stimmen wurden im ersten Wahlgang abgegeben, die Wahlbeteiligung betrug 69,6 %.Die Zahl der gültigen Stimmen betrug 14380.
im ersten Wahlgang
| Kandidat        | Partei   | Stimmen | in %   | Anmerkungen |
| --------------- | -------- | ------- | ------ | ----------- |
| Gustav Münch    | DFP      | 6053    | 42,1 % | 0           |
| Josef Rolshoven | DRP      | 2749    | 19,1 % | Landrat     |
| Johannes Tripp  | Zentrum  | 533     | 38,5 % | 0           |
| 0               | Sonstige | 45      | 0,3    | 0           |

16633 Stimmen wurden der Stichwahl abgegeben, die Wahlbeteiligung betrug 80,4 %.Die Zahl der gültigen Stimmen betrug 16645.
| Kandidat       | Partei  | Stimmen | in %   | Anmerkungen |
| -------------- | ------- | ------- | ------ | ----------- |
| Gustav Münch   | DFP     | 9960    | 58 %   | 0           |
| Johannes Tripp | Zentrum |         | 6985 % | 0           |

### 1884
Es fand nur ein Wahlgang statt. Die Zahl der Wahlberechtigten betrug 20974. 15973 Stimmen wurden abgegeben, die Wahlbeteiligung betrug 76,2 %.Die Zahl der gültigen Stimmen betrug 15943.
| Kandidat     | Partei   | Stimmen | in %   | Anmerkungen |
| ------------ | -------- | ------- | ------ | ----------- |
| Gustav Münch | DFP      | 9404    | 59 %   | 0           |
| Philipp Fink | NLP      | 6522    | 40,9 % | 0           |
| 0            | Sonstige | 17      | 0,1    | 0           |

### 1887
Es fand nur ein Wahlgang statt. Die Zahl der Wahlberechtigten betrug 21452. 18472 Stimmen wurden abgegeben, die Wahlbeteiligung betrug 86,1 %.Die Zahl der gültigen Stimmen betrug 18445.
| Kandidat     | Partei   | Stimmen | in %   | Anmerkungen |
| ------------ | -------- | ------- | ------ | ----------- |
| Gustav Münch | DFP      | 11179   | 60,6 % | 0           |
| Julius Grimm | NLP      | 7242    | 39,3 % | 0           |
| 0            | Sonstige | 24      | 0,1    | 0           |

### 1890
Es fand nur ein Wahlgang statt. Die Zahl der Wahlberechtigten betrug 21687. 15240 Stimmen wurden abgegeben, die Wahlbeteiligung betrug 70,3 %.Die Zahl der gültigen Stimmen betrug 15213.
| Kandidat          | Partei   | Stimmen | in %   | Anmerkungen    |
| ----------------- | -------- | ------- | ------ | -------------- |
| Gustav Münch      | DFP      | 10352   | 68,1 % | 0              |
| Wilhelm Schaffner | NLP      | 4277    | 28,1 % | Fabrikant, MdL |
| August Bebel      | SPD      | 534     | 3,5 %  | 0              |
| 0                 | Sonstige | 50      | 0,3    | 0              |

### 1893
Es fanden zwei Wahlgänge statt. Die Zahl der Wahlberechtigten betrug 21555. 16943 Stimmen wurden im ersten Wahlgang abgegeben, die Wahlbeteiligung betrug 78,6 %.Die Zahl der gültigen Stimmen betrug 16905.
| Kandidat            | Partei   | Stimmen | in %   | Anmerkungen          |
| ------------------- | -------- | ------- | ------ | -------------------- |
| Philipp Fink        | NLP      | 6524    | 38,6 % | 0                    |
| Peter Paul Cahensly | Zentrum  | 5555    | 32,9 % | 0                    |
| Gustav Münch        | FrVP     | 1874    | 11,1 % | 0                    |
| August Diener       | SPD      | 1367    | 8,1 %  | Krankenkassenbeamter |
| Friedrich Bindewald | DSozRefP | 1562    | 9,2 %  | Maler                |
| 0                   | Sonstige | 23      | 0,1    | 0                    |

17528 Stimmen wurden der Stichwahl abgegeben, die Wahlbeteiligung betrug 81,3 %.Die Zahl der gültigen Stimmen betrug 17493.
| Kandidat            | Partei  | Stimmen | in %   | Anmerkungen |
| ------------------- | ------- | ------- | ------ | ----------- |
| Philipp Fink        | NLP     | 9544    | 54,6 % | 0           |
| Peter Paul Cahensly | Zentrum | 7949    | 45,4 % | 0           |

### 1898
Es fanden zwei Wahlgänge statt. Die Zahl der Wahlberechtigten betrug 21931. 14260 Stimmen wurden im ersten Wahlgang abgegeben, die Wahlbeteiligung betrug 65 %.Die Zahl der gültigen Stimmen betrug 14221.
| Kandidat            | Partei   | Stimmen | in %   | Anmerkungen                                                                |
| ------------------- | -------- | ------- | ------ | -------------------------------------------------------------------------- |
| Georg Hatzmann      | NLP      | 4545    | 32,7 % | Landwir in Niederneisen                                                    |
| Peter Paul Cahensly | Zentrum  | 5931    | 41,7 % | 0                                                                          |
| Gustav Münch        | FrVP     | 1685    | 11,8 % | 0                                                                          |
| Fritz Knoop         | SPD      | 1839    | 12,9 % | Schneidermeister in Frankfurt, 1894 bis 1899 SPD-Vorsitzender in Frankfurt |
| 0                   | Sonstige | 121     | 0,9    | 0                                                                          |

16071 Stimmen wurden in der Stichwahl abgegeben, die Wahlbeteiligung betrug 73,3 %.Die Zahl der gültigen Stimmen betrug 16026.
| Kandidat            | Partei  | Stimmen | in %   | Anmerkungen |
| ------------------- | ------- | ------- | ------ | ----------- |
| Georg Hatzmann      | NLP     | 7911    | 49,4 % | 0           |
| Peter Paul Cahensly | Zentrum | 8115    | 50,6 % | 0           |

### 1903
Es fanden zwei Wahlgänge statt. Die Zahl der Wahlberechtigten betrug 23631. 18581 Stimmen wurden im ersten Wahlgang abgegeben, die Wahlbeteiligung betrug 78,6 %.Die Zahl der gültigen Stimmen betrug 18520.
| Kandidat            | Partei   | Stimmen | in %   | Anmerkungen |
| ------------------- | -------- | ------- | ------ | ----------- |
| Friedrich Buchsieb  | NLP      | 8063    | 43,5 % | 0           |
| Peter Paul Cahensly | Zentrum  | 7220    | 39 %   | 0           |
| Gustav Münch        | FrVP     | 1236    | 6,7 %  | 0           |
| Robert Habicht      | SPD      | 1986    | 10,7 % | Schreiner   |
| 0                   | Sonstige | 15      | 0,1    | 0           |

20348 Stimmen wurden in der Stichwahl abgegeben, die Wahlbeteiligung betrug 86,1 %.Die Zahl der gültigen Stimmen betrug 20275.
| Kandidat            | Partei  | Stimmen | in %   | Anmerkungen |
| ------------------- | ------- | ------- | ------ | ----------- |
| Friedrich Buchsieb  | NLP     | 11658   | 57,1 % | 0           |
| Peter Paul Cahensly | Zentrum | 8617    | 42,3 % | 0           |

### 1907
Es fanden zwei Wahlgänge statt. Die Zahl der Wahlberechtigten betrug 25654. 23356 Stimmen wurden im ersten Wahlgang abgegeben, die Wahlbeteiligung betrug 90 %.Die Zahl der gültigen Stimmen betrug 23297.
| Kandidat            | Partei   | Stimmen | in %   | Anmerkungen    |
| ------------------- | -------- | ------- | ------ | -------------- |
| Friedrich Buchsieb  | NLP      | 10510   | 45,1 % | 0              |
| Peter Paul Cahensly | Zentrum  | 9741    | 41,8 % | 0              |
| Wilhelm Schmidt     | ChrSozP  | 1377    | 5,8 %  | Gewerkschafter |
| Robert Habicht      | SPD      | 1657    | 7,1 %  | 0              |
| 0                   | Sonstige | 12      | 0,1    | 0              |

23988 Stimmen wurden in der Stichwahl abgegeben, die Wahlbeteiligung betrug 93,5 %.Die Zahl der gültigen Stimmen betrug 23932.
| Kandidat            | Partei  | Stimmen | in % | Anmerkungen |
| ------------------- | ------- | ------- | ---- | ----------- |
| Friedrich Buchsieb  | NLP     | 13159   | 55 % | 0           |
| Peter Paul Cahensly | Zentrum | 10773   | 45 % | 0           |

### 1912
Es fanden zwei Wahlgänge statt. Die Zahl der Wahlberechtigten betrug 26344. 23115 Stimmen wurden im ersten Wahlgang abgegeben, die Wahlbeteiligung betrug 87,7 %.Die Zahl der gültigen Stimmen betrug 22994.
| Kandidat              | Partei   | Stimmen | in %   | Anmerkungen                                          |
| --------------------- | -------- | ------- | ------ | ---------------------------------------------------- |
| Hermann Hepp          | NLP      | 7508    | 32,6 % | 0                                                    |
| Friedrich Wilhelm Neu | K        | 10659   | 46,4 % | Bürgermeister in Selters an der Lahn                 |
| Arnold Schuster       | FoVP     | 1208    | 5,8 %  | Landwirt in Kubach                                   |
| Josef Zimmermann      | SPD      | 3604    | 15,7 % | Gewerkschaftler, später Landrat und Polizeipräsident |
| 0                     | Sonstige | 15      | 0,1    | 0                                                    |

24250 Stimmen wurden in der Stichwahl abgegeben, die Wahlbeteiligung betrug 92,1 %.Die Zahl der gültigen Stimmen betrug 24174.
| Kandidat              | Partei | Stimmen | in %   | Anmerkungen |
| --------------------- | ------ | ------- | ------ | ----------- |
| Hermann Hepp          | NLP    | 12477   | 51,6 % | 0           |
| Friedrich Wilhelm Neu | K      | 11697   | 48,4 % | 0           |